# Mohsen Schekari
Mohsen Schekari oder (englisch transkribiert) Mohsen Shekari (persisch محسن شکاری, DMG Mohsen Šekārī; geboren um 1999; gestorben am 8. Dezember 2022) war ein iranischer Barista und Rapper, der in Iran hingerichtet wurde. Ein Islamisches Revolutionsgericht in der Hauptstadt Teheran hatte ihn wegen muhāraba („Kriegsführung gegen Gott“) zum Tode verurteilt.
Seine Hinrichtung wird als Menschenrechtsverletzung angesehen und führte zu allgemeiner Empörung.

## Leben

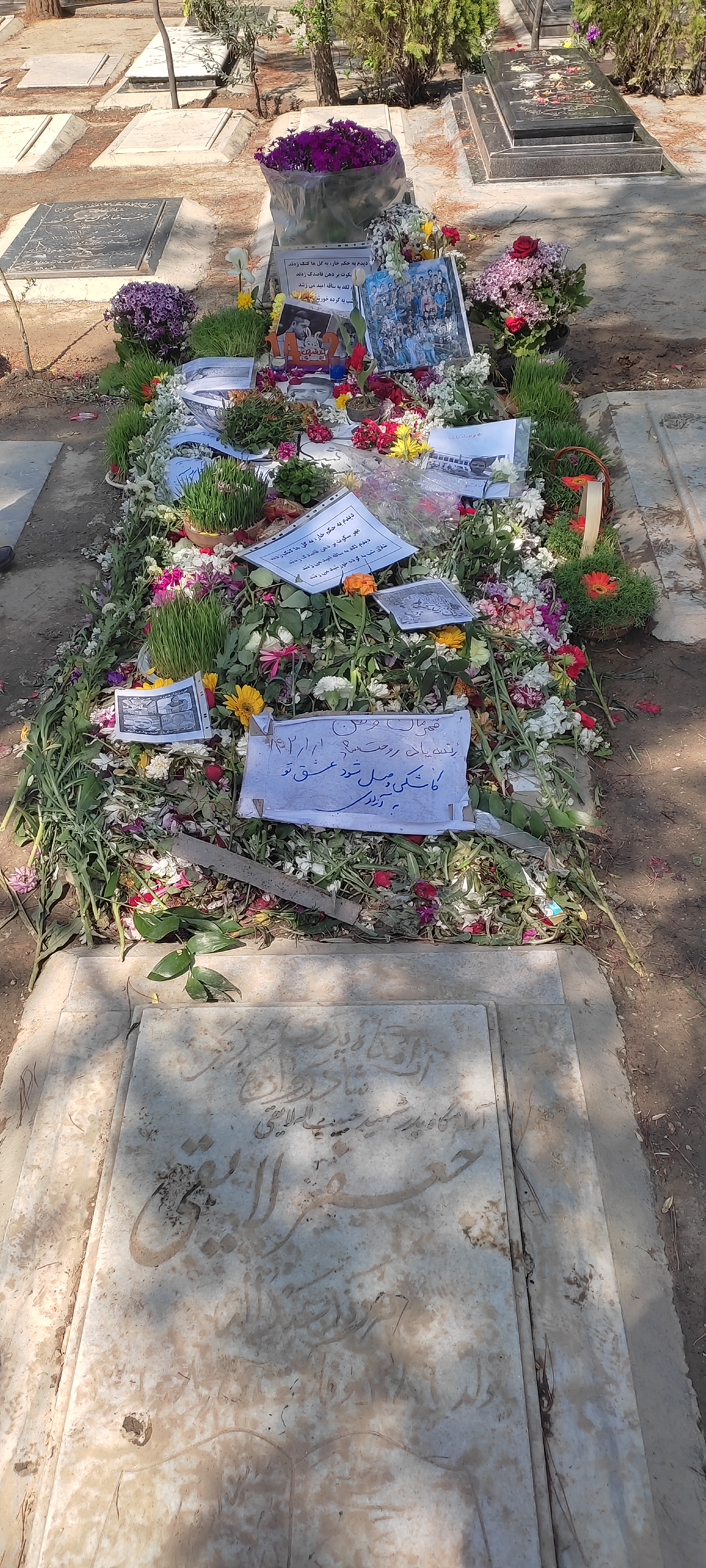
Mohsen Schekaris Grab

Im Rahmen der Proteste im Iran seit September 2022 soll er im September eine Hauptstraße blockiert und ein Mitglied der paramilitärischen Basidsch-Miliz mit einem Messer verletzt haben. Er wurde verhaftet, isoliert, verhört und angeklagt – sein öffentliches Geständnis wurde möglicherweise unter Folter erzwungen. Der Anklagepunkt lautete Krieg gegen Gott. Die Wiener Tageszeitung Der Standard schrieb dazu: „Das Regime glaubt selbst nicht, dass sein unter Folter erzwungenes öffentliches Geständnis jemanden überzeugt. Es soll Terror verbreiten. [...] Jeder weiß, dass [Schekari] nicht der Letzte sein wird“, der hingerichtet werden wird.
Am 1. November 2022 wurde Mohsen Schekari im Schnellverfahren zum Tode verurteilt. Am 20. desselben Monats lehnte der Oberste Gerichtshof in Iran die Berufung ab. Am 8. Dezember wurde Schekari gehängt.
Der Familie von Mohsen Schekari sei zuvor versprochen worden, dass er ein Berufungsverfahren bekommt, sollte sein Fall nicht öffentlich gemacht werden. Die Mutter wartete auf das Ergebnis der Berufung, die längst abgelehnt worden war.
Amnesty International äußerte Entsetzen über die Hinrichtung, sprach von einem unfairen Scheinprozess und betonte die „schockierende Geschwindigkeit, mit der das Verfahren gegen Mohsen Shekari im Justizystem abgehandelt wurde, ohne ihm ein faires Verfahren oder wirksame Rechtsbehelfe zu gewähren“; die Todesstrafe werde zur politischen Repression instrumentalisiert.